# Плякин, Александр Васильевич
Алекса́ндр Васи́льевич Пля́кин (19 декабря 1905, Саратов — 7 февраля 1971, Волгоград) — во время Великой Отечественной войны командир 246-го гвардейского стрелкового полка, Герой Советского Союза.

## Биография
Родился 19 декабря 1905 в Саратове. Учился в Саратовском художественном промышленном техникуме.

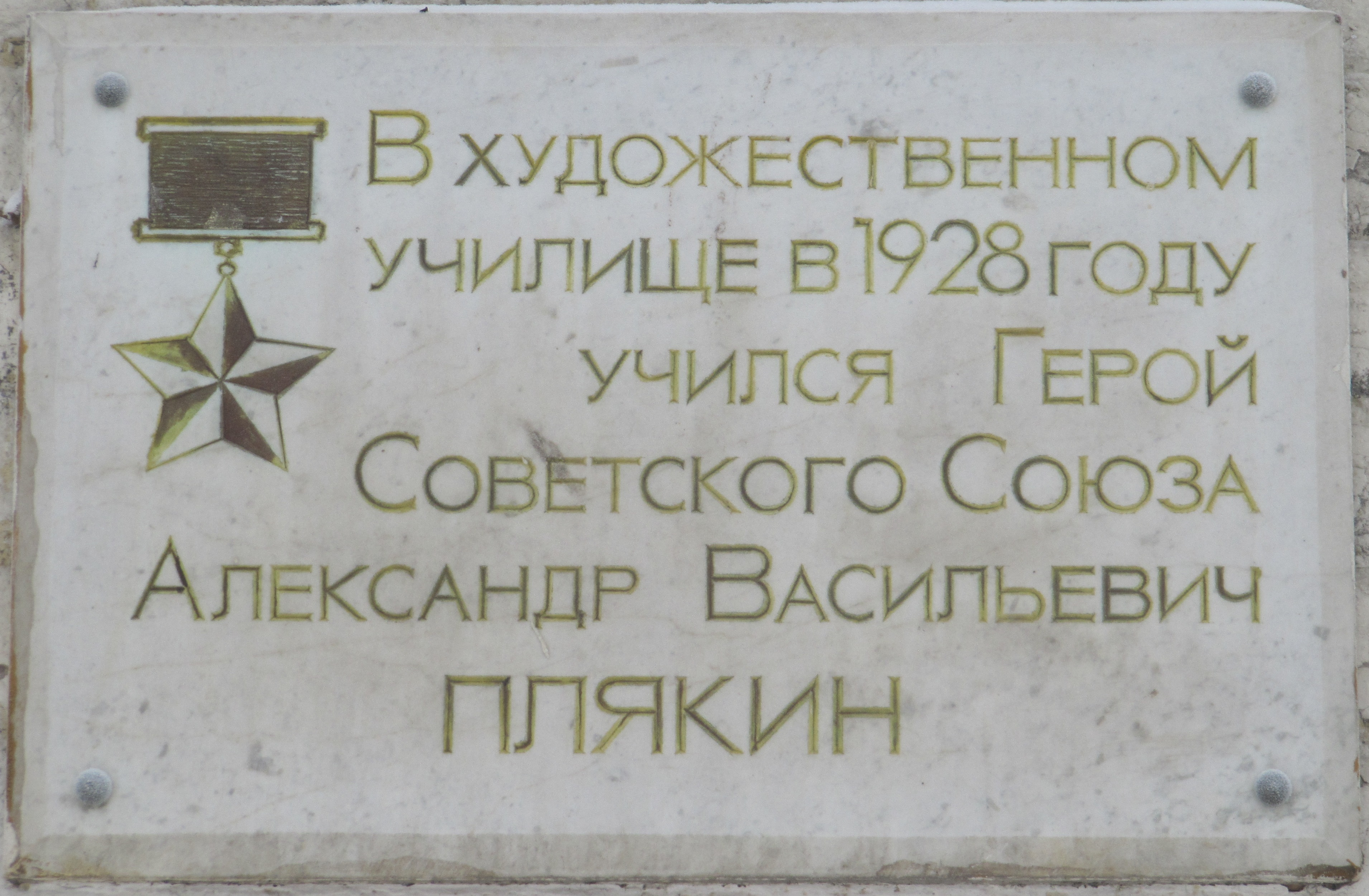
Мемориальная доска Плякину в Саратове.

В рядах вооружённых сил с 1928 по 1929 год и с 1936 по 1955 год.
Участвовал в Сталинградской битве, операциях по освобождению Украины, Польши, воевал на территории Германии. Особенно отличился при штурме городов-крепостей Познань и Кюстрин.

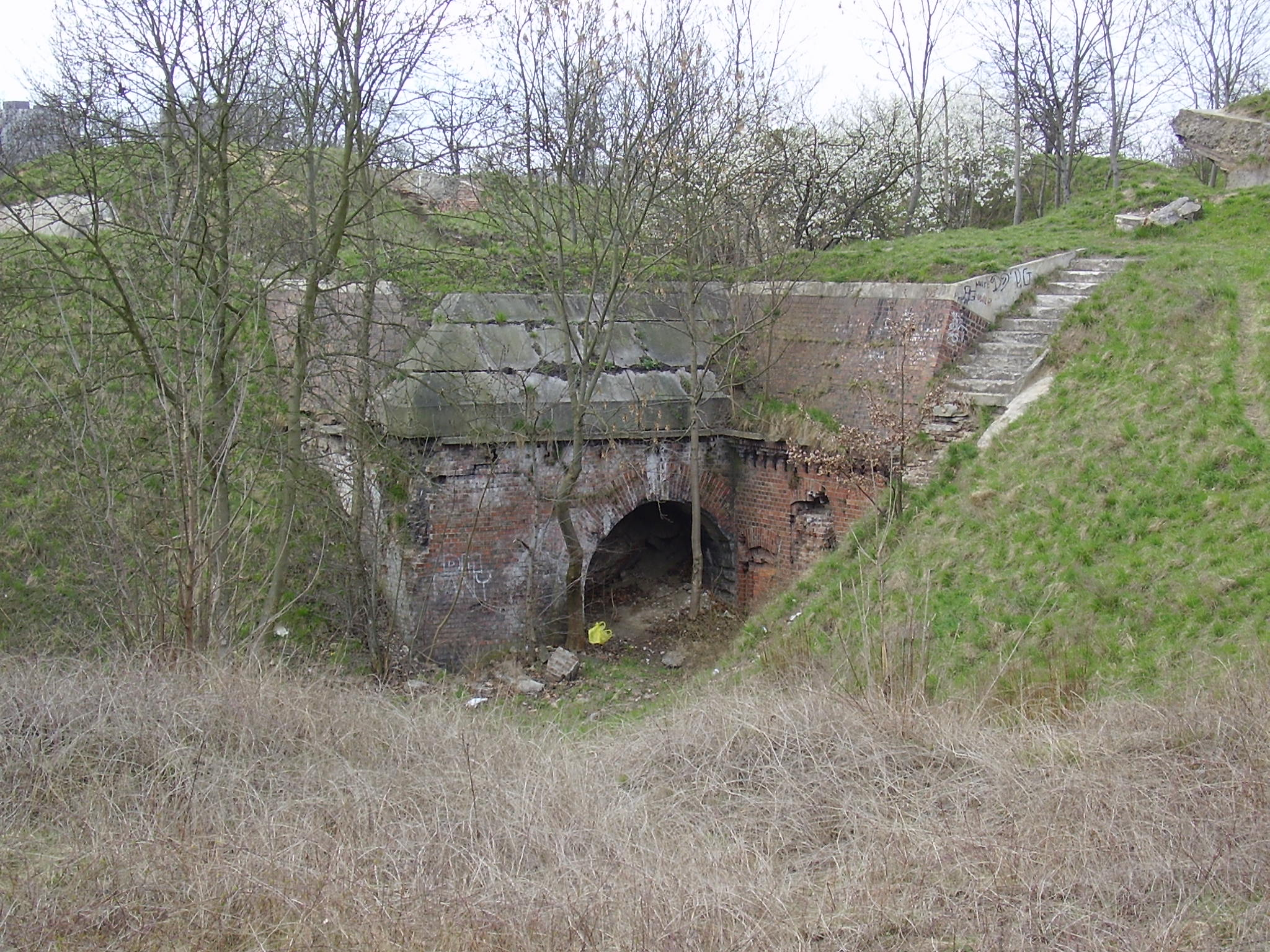
Развалины крепостного форта № 5

Гвардии майор А. В. Плякин, командуя 246-м гвардейским стрелковым полком во время ликвидации окружённой в Познани группировки противника, в ожесточённых уличных боях и при штурме цитадели ломал сопротивление численно превосходящего врага, умело выискивая уязвимые места в его обороне. 15 февраля 1945 года во время штурма форта № 5 крепости Познань личным примером мужества и отваги воодушевлял своих бойцов на подвиг. В результате сильно укреплённый пункт немецкой обороны был взят, в плен было взято свыше 600 человек гарнизона долговременного фортификационного сооружения. 23 февраля во время штурма цитадели крепости Познань дерзким манёвром преодолел мощные инженерные заграждения и отчаянное сопротивление её гарнизона, расчленил боевые порядки противника, чем в значительной мере способствовал окончательному разгрому познанской группировки немцев. При этом силами полка в плен было взято более 2000 военнослужащих вермахта и боевиков фольксштурма.
В период с 27 по 29 марта 1945 года 246-й гвардейский стрелковый полк принимал участие в штурме города-крепости Кюстрин. Имея перед собой сильно укреплённую крепость с инженерными заграждениями и водной преградой, гвардии майор А. В. Плякин смело повёл своё подразделение на штурм вражеской обороны. Несмотря на мощное огневое сопротивление и непрерывные контратаки гвардейцы Плякина уверенно продвигались вперёд. За три дня ожесточённых боёв сопротивление противника было сломлено, при этом силами полка было уничтожено свыше 1000 немецких солдат и офицеров, и ещё 1764 военнослужащих взято в плен.
За образцовое выполнение боевых заданий командование и проявленные при этом мужество и героизм указом Президиума Верховного Совета СССР от 31 мая 1945 года Александру Васильевичу Плякину было присвоено звание Героя Советского Союза с вручением ордена Ленина и медали «Золотая Звезда» (№ 6840).
Имеет также следующие награды: 3 ордена Красного Знамени, орден Отечественной войны 2-й степени, 2 ордена Красной Звезды, медали «За боевые заслуги», «За отвагу», «За взятие Берлина», «За оборону Сталинграда», «За освобождение Варшавы», польский орден «Крест храбрых» и медаль «За Варшаву».
После войны продолжал службу в Советской Армии до 1955 года. В запас уволился в звании гвардии подполковника. Жил и работал в Волгограде. Умер 7 февраля 1971 года.

Мемориальная доска Плякину в Волгограде (ул. Советская, д. 39).

## Память
- Улица в Саратове.